# Petite rivière Muskrat
Petite rivière Muskrat är ett vattendrag i Kanada.   Det ligger i provinsen Québec, i den sydöstra delen av landet, 400 km öster om huvudstaden Ottawa. Petite rivière Muskrat ligger vid sjön Lac Saint-François.
I omgivningarna runt Petite rivière Muskrat växer i huvudsak blandskog. Runt Petite rivière Muskrat är det glesbefolkat, med 10 invånare per kvadratkilometer.